# Клонаридис, Виктор
Виктор Клонаридис (греч. Βίκτωρ Κλωναρίδης; 28 июля 1992, Серен, Бельгия) — бельгийский футболист греческого происхождения, нападающий клуба «Атромитос».

## Клубная карьера
Виктор родился в Бельгии, но начал профессиональную карьеру на исторической родине в столичном клубе АЕК. 25 мая 2011 года в матче против «Панатинаикоса» он дебютировал в греческой Суперлиге. 21 сентября в поединке против «Ксанти» Клонаридис забил свой первый гол за АЕК. 14 декабря в матче Лиги Европы против австрийского «Штурма» он забил мяч. Летом 2012 года Клонаридис перешёл во французский «Лилль». Сумма трансфера составила 1 млн евро. 28 сентября в матче против «Ренна» он дебютировал в Лиге 1.
В начале 2013 года для получения игровой практики Виктор на правах аренды перешёл в бельгийский «Мускрон-Перювельз». 10 февраля в матче против «Вестерло» он дебютировал в Первой лиге Бельгии. 5 апреля в поединке против «Ломмель Юнайтед» Клонаридис забил свой первый гол за «Мускрон-Перювельз». по итогам сезона он помог клубу выйти в элиту.
Летом того же года Виктор вернулся в Грецию, подписав контракт с «Панатинаикосом». 29 сентября в матче против «Астераса» он дебютировал за новую команду. 9 ноября в поединке против «Ариса» из Салоников Клонаридис сделал «дубль», забив свои первые голы за «Панатинаикос». В своём дебютном сезоне он забил 9 мячей и стал бомбардиром команды после Маркуса Берга. В 2014 году Виктор завоевал Кубок Греции. Летом 2016 года Клонаридис предпринял вторую попытку закрепиться во Франции и подписал контракт «Лансом». Сумма трансфера составила 150 тыс. евро. 9 сентября в матче против «Бур-ан-Бресс — Перонна» он дебютировал в Лиге 2. 22 октября в поединке против «Реймса» Виктор забил свой первый гол за «Ланс». В начале 2017 года в поисках игровой практики он вернулся в «Панатинаикос» на правах полугодовой аренды.
Летом 2017 года Клонаридис вернулся в АЕК.

## Достижения
«Панатианикос»
- Обладатель Кубка Греции: 2013/14